# Offentligt skyddat arbete
Offentligt skyddat arbete, OSA, är en svensk arbetsmarknadsåtgärd avsedd att ge människor med olika grader av funktionsnedsättning (tillika nedsatt arbetsförmåga) möjlighet till anställning med rehabiliterande inslag. Åtgärden strävar till att denna anställning på sikt ska ge individen arbete på den reguljära arbetsmarknaden.
Som regel är Försäkringskassan tänkt som ett stöd vid Offentligt skyddat arbete. Genom individuella träffar med en så kallad arbetskonsulent arbetar man med hjälp av en lösningsfokuserad metod fram en handlingsplan där utgångspunkten är den enskilde personens resurser och behov.
Det är Arbetsförmedlingen som anvisar den arbetssökande till anställningen. Anvisningen får inte göras om arbetet bedrivs inom konkurrensutsatt verksamhet eller sektor.
Den anställde ska ha lön och andra anställningsförmåner som följer av eller är likvärdiga med kollektivavtal i branschen. Den som anställs i skyddat arbete omfattas inte av lagen (1982:80) om anställningsskydd. Arbetsförmedlingen ska bedöma om arbetsplatsen och arbetsuppgifterna är lämpliga. Stöd får inte lämnas till arbetsgivare som för samma insats får statsbidrag med stöd av andra bestämmelser.
Stöd till arbetsgivarens lönekostnad ska lämnas enligt samma regler som gäller för lönebidrag.

## Bakgrund
Skyddat arbete hos offentlig arbetsgivare - OSA - har funnits sedan 1986. OSA ersatte de kommunala beredskapsarbeten som i första hand riktade sig till arbetssökande med nedsatt arbetsförmåga på grund av socialmedicinsk funktionsnedsättning. Arbetsmarknadsstyrelsen initierade denna förändring på grund av att de kommunala beredskapsarbetena var tidsbegränsade till sex månader och det förordades en tydligare formell koppling till en arbetsgivare. Resultatet blev att insatserna för målgruppen skulle göras i form av skyddat arbete anordnade av kommuner, regioner och i vissa fall andra offentliga arbetsgivare. I propositionen underströks att eftersom OSA gav möjlighet till en mer varaktig anställning kunde rehabiliteringsaspekten ges en klarare framtoning. Genom att arbetet är skyddat undantas den anställde från tillämpningen av lagen om anställningsskydd. 

## Målgrupp
Skyddat arbete innebär arbete för personer med funktionsnedsättning vars arbetsförmåga är så nedsatt att de inte kan få annat arbete och vars behov inte kan tillgodoses genom andra insatser
Målgruppen är arbetssökande som: 
- har en kognitiv funktionsnedsättning
- har en funktionsnedsättning till följd av missbruk- eller beroendeproblematik
- är berättigade till insatser enligt lagen (1993:387) om stöd och service till funktionshindrade
- på grund av långvarig och svår psykisk sjukdom inte tidigare haft kontakt med arbetslivet eller varit borta ifrån det under längre tid

Inför ett OSA ska Arbetsförmedlingen först ha prövat om personens behov kan tillgodoses av:
- bidrag till hjälpmedel på arbetsplatsen
- bidrag till litteratur och tolk för personer med syn- eller hörselnedsättning
- bidrag för personligt biträde
- SIUS
- Lönebidrag

Efter OSA finns möjlighet till
- Lönebidrag för utveckling i anställning
- Lönebidrag för anställning
- Lönebidrag för trygghet i anställning

Vid en eventuell fortsatt anställning hos arbetsgivaren eller om man byter från OSA till en ny arbetsgivare. OSA är A-kassa grundande därför är det också bra om deltagaren i en OSA är eller går med i A-kassa, de A-kassor som är vanligast är Kommunal alternativt Vision

### Villkor Arbetsförmedlingen ställer inför en OSA
Kravet på OSA är att arbetsuppgifter och arbetsvillkor ska kunna anpassas till den anställdes behov och förutsättningar. Det ställer särskilda krav på god arbetsledning och stöd i arbetssituationen.
Den anställde ska ha lön och andra anställningsförmåner som följer av eller är likvärdiga med kollektivavtal i branschen. 
Ekonomiskt stöd från Arbetsförmedlingen lämnas enligt samma villkor som för lönebidrag för anställning.
OSA får enbart kombineras med stöd till hjälpmedel på arbetsplatsen samt särskilda insatser för syn- och hörselskadade.

## Anpassning och utvecklingsinsatser
Arbetsförmedlingen ska bedöma om arbetsplatsen och arbetsuppgifterna är lämpliga för den arbetssökande. Utifrån arbetsanalys görs en bedömning av bidragsnivå i varje enskilt fall. En skriftlig överenskommelse ska alltid göras angående de insatser som planeras för att utveckla och utöka individens arbetsförmåga.
Anpassningsinsatser kan vara tillrättaläggande av arbetsuppgifter, anpassning av arbetstider eller tekniska anpassningar i form av hjälpmedel med mera. Utvecklingsinsatser kan vara utvidgning av arbetsuppgifter i svårighetsgrad eller ansvar, utbildningsinsatser, successiv utökning av arbetstid med mera. 

### Uppföljning
Insatserna enligt överenskommelsen ska följas upp. Det är också viktigt att uppmärksamma eventuellt behov av arbetshjälpmedel som kan framkomma efter en tids anställning. Arbetsförmedlingen har sedan 1 januari 2006 ett ansvar för hjälpmedel även vid behov som uppstår efter de första tolv anställningsmånaderna för den som har OSA. Uppföljningarna ska vara ett stöd för både den anställde och arbetsgivaren och är en förutsättning för att det övergripande syftet med övergång till annan anställning ska kunna uppfyllas. Inför ett eventuellt beslut om fortsättning av OSA ska ny bedömning av arbetsförmåga och bidragsnivå göras. Som resultat av denna sker revidering av överenskommelsen inför nytt beslut. Arbetsförmedlingens uppföljning sker vanligtvis i samband med beslut om OSA eller vid beslut om förlängning av OSA.